# Villahán

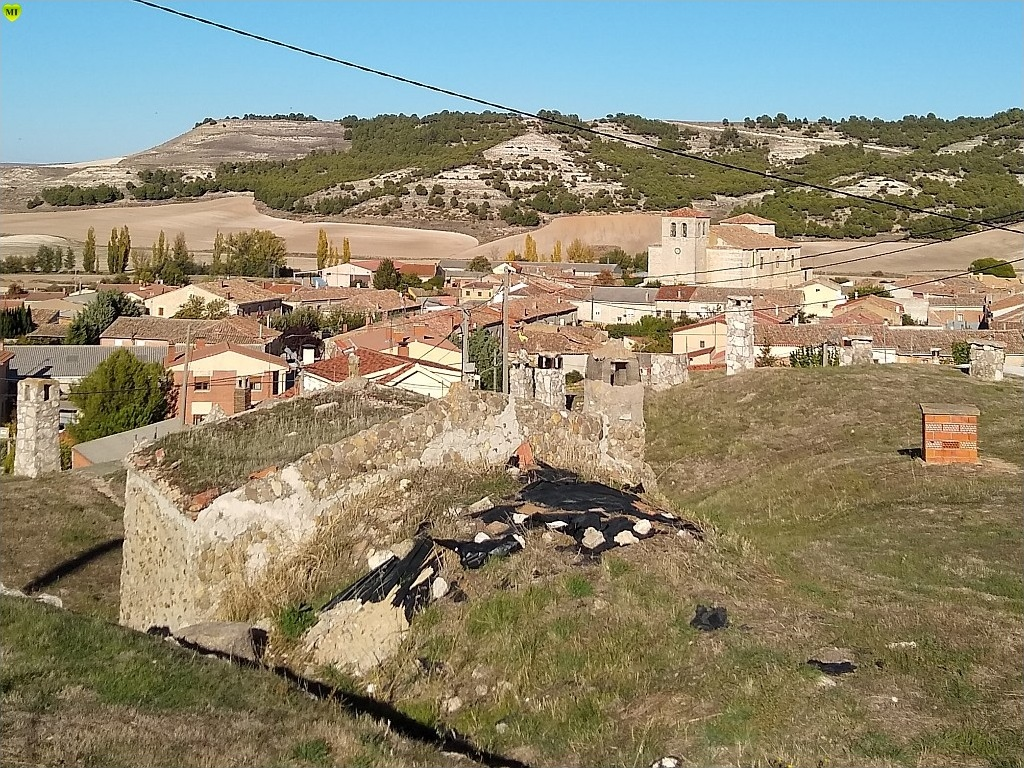
Vista desde las bodegas

Villahán es un municipio y localidad de la comarca del Cerrato en la provincia de Palencia, comunidad autónoma de Castilla y León, España.

## Toponimia
El nombre del lugar o topónimo de Villahán proviene de la aglutinación del sustantivo latino “Villa”, quinta o pequeña granja, más el antropónimo o nombre de persona “Fanius” que daría “Hanni” y luego “Han” por lo que el significado total sería el del “lugar de la granja de Fanio”.

## Geografía
Limita al norte con el municipio de Palenzuela; al noroeste con Quintana del Puente; al este con Herrera de Valdecañas; y al sur con Tabanera de Cerrato. Todos ellos pertenecen a la provincia de Palencia. Al este, sin embargo, limita con Peral de Arlanza, municipio que ya pertenece a la provincia de Burgos.

## Historia

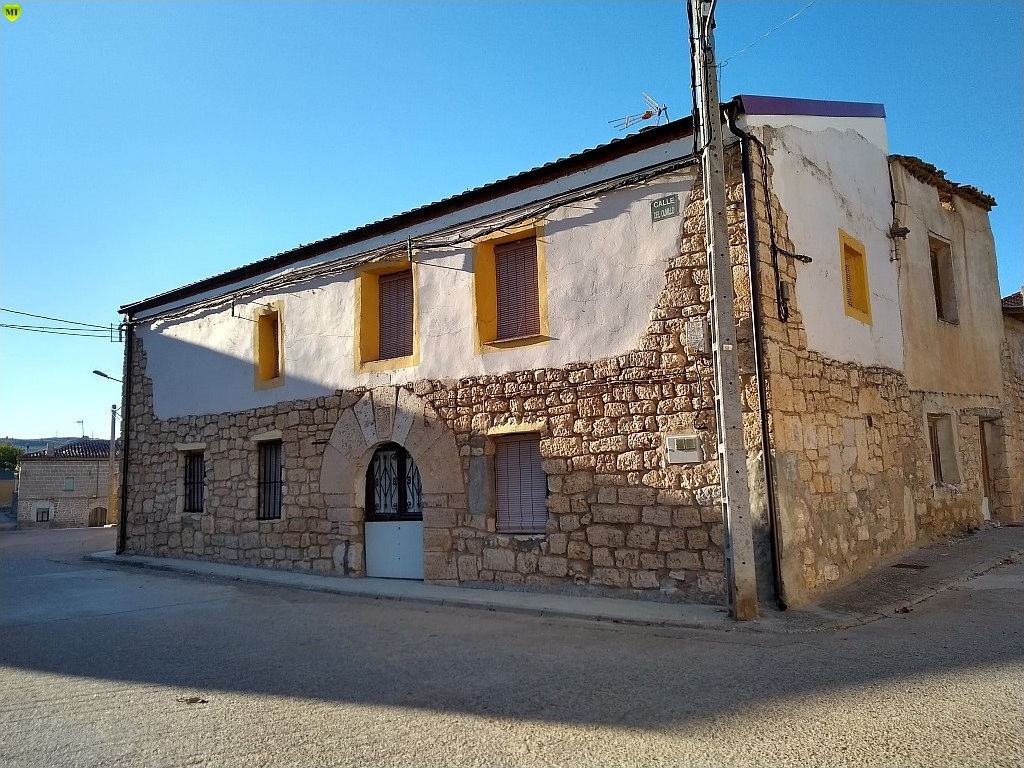
Caso con escudo. Año de 1733

Villahán, como otros pueblos cercanos, fue reconquistado por los ejércitos cristianos del rey Alfonso III el Magno, época en la que sería repoblada esta villa como “Villa Fan”, cuando casi todas las localidades poseían castillo y murallas.
En el siglo X Villazán pertenecía al Alfoz de Palenzuela, del condado de Castilla como otros despoblados de su entorno: Castillejos, Quintanilla Albilla, etc.
Un siglo más tarde seguía llamándose Villafán y en el solar había un monasterio.
En el siglo XIII Villa Han pertenecía al arcedianato de Palenzuela de la diócesis de Burgos. A mediados del siglo XIV era Villahán aldea de jurisdicción de Palenzuela, capital que pertenecía a la reina María de Portugal, madre del rey Pedro I de Castilla.
Ya a mediados del siglo XVI era señor de Villahán de Palenzuela Luis Ossorio, hermano de Doña Inés y en 1675 del Almirante Enríquez.
Por los años medios mantuvieron un pleito la duquesa de Alba y el conde de Benavente por la pertenencia de Villahán, siendo el último el administrador de la villa, cuando contaba la villa con 100 vecinos, tenía molino harinero, y en 1777 fue reconstruida la primitiva iglesia de San Andrés.
En 1828 contaba la villa con 219 vecinos, y en 1850, con 152, aunque el número de habitantes era superior debido a la creciente natalidad.

## Demografía

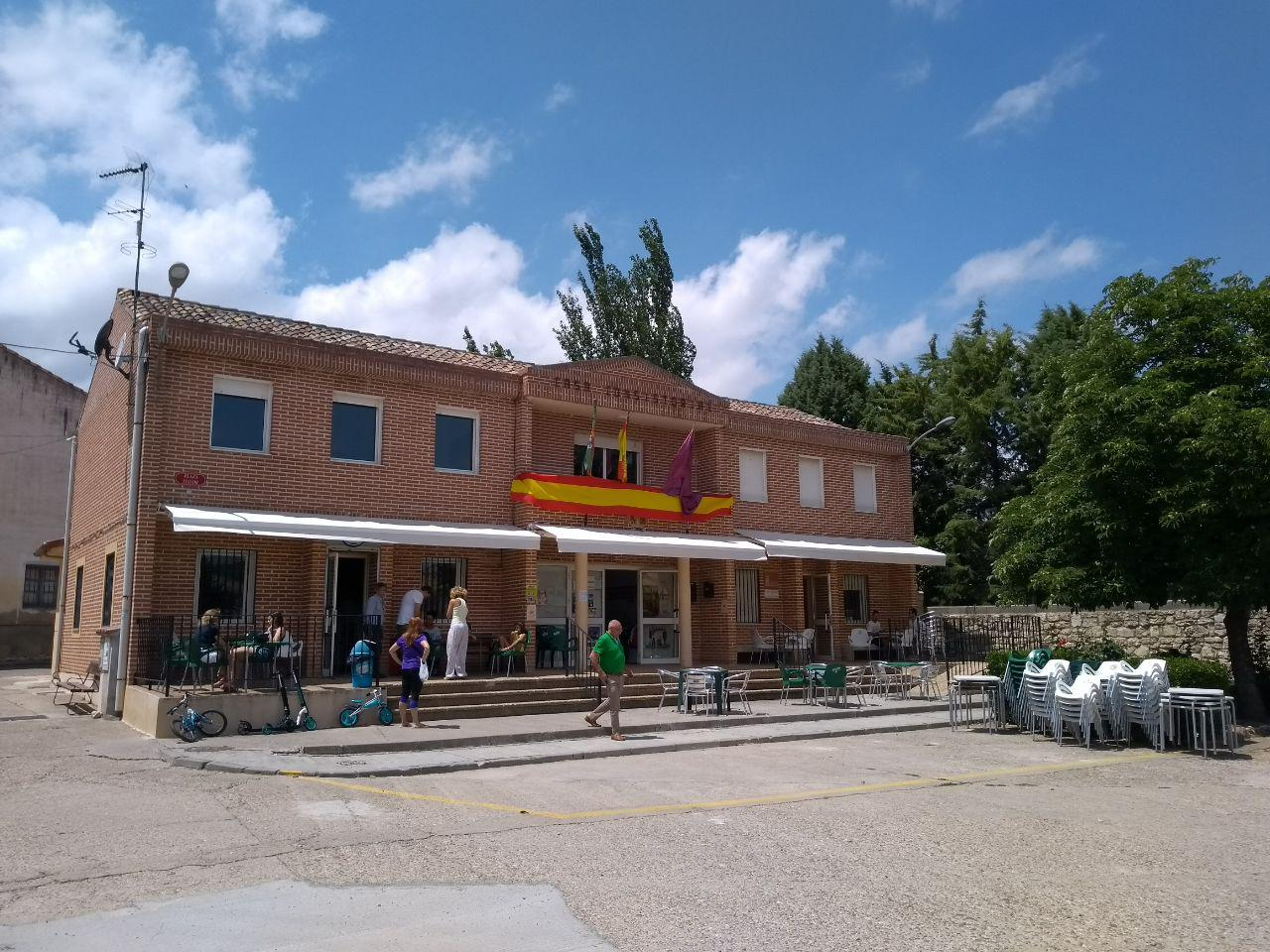
Casa consistorial

Cuenta con una población de 99 habitantes (INE 2024).
| Gráfica de evolución demográfica de Villahán entre 1842 y 2021 |
| |
| Población de derecho según los censos de población del INE Población de hecho según los censos de población del INEEn estos censos se denominaba Villahán de Palenzuela: 1842, 1857, 1860, 1877, 1887, 1897, 1900 y 1910 |

## Economía

### Evolución de la deuda viva
El concepto de deuda viva contempla sólo las deudas con cajas y bancos relativas a créditos financieros, valores de renta fija y préstamos o créditos transferidos a terceros, excluyéndose, por tanto, la deuda comercial.
Entre los años 2008 a 2014 este ayuntamiento no ha tenido deuda viva. Entre los años 2008 a 2014 este ayuntamiento no ha tenido deuda viva.

## Cultura

### Patrimonio

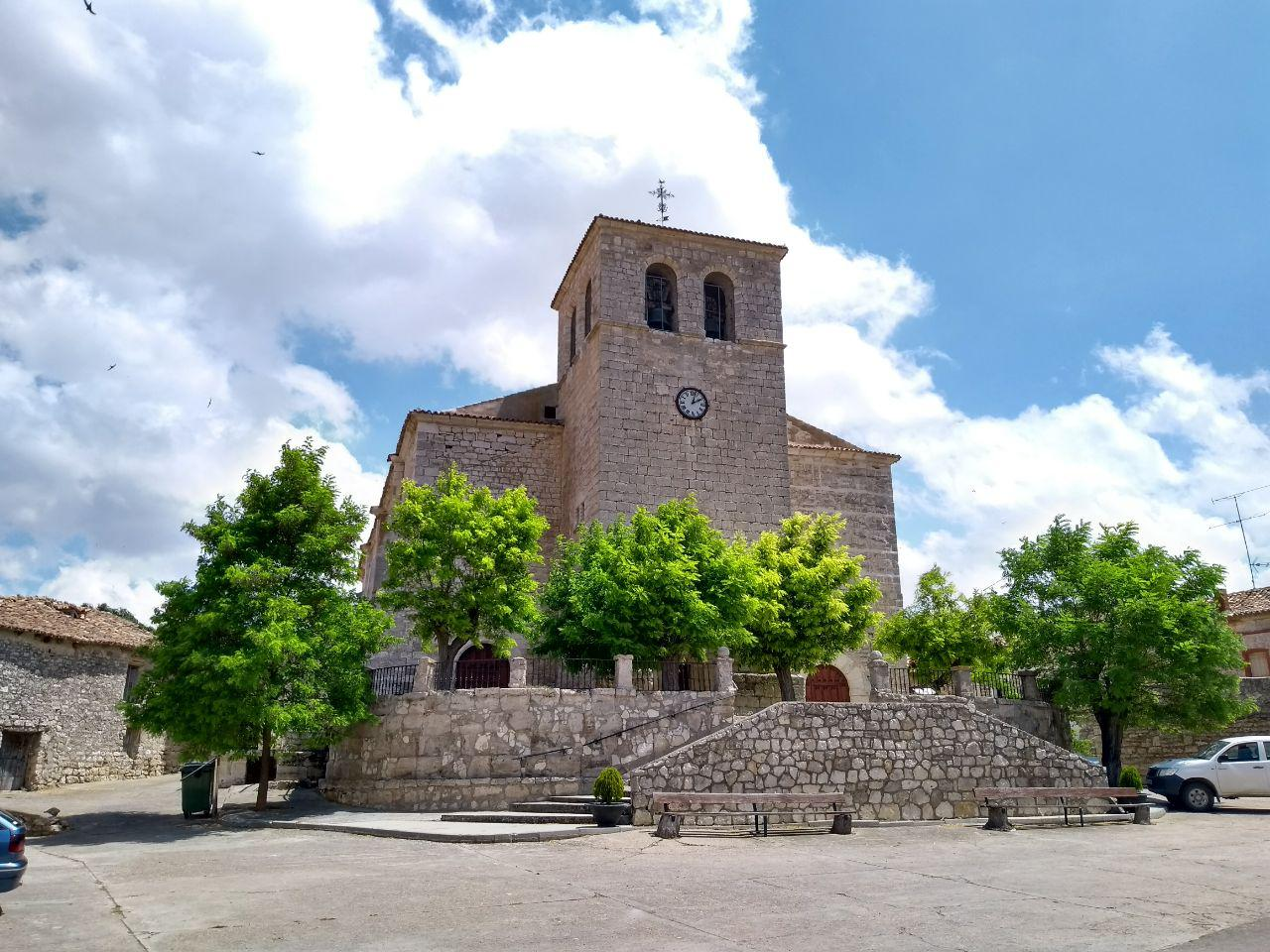
Exterior de la iglesia de San Andrés

La iglesia parroquial de Villahán, dedicada a San Andrés, fue construida en piedra en la segunda mitad del siglo XVI; dispone de tres naves separadas por pilares y bóvedas de crucería. Torre a los pies de tres cuerpos y también de piedra portada en lado de la epístola. En la nave del evangelio destacan dos retablos; uno rococó del tercer tercio del siglo XVIII con pintura a la Virgen del Carmen y esculturas de San José y San Antonio. El otro retablo es barroco de mediados del siglo XVII con esculturas de San Pablo y Cristo resucitado.
El retablo del Presbiterio es neoclásico, esculpido a finales del siglo XVIII y con esculturas de San Pablo, San Pedro, San Andrés y la Asunción.
La nave de la Epístola cuenta también con dos retablos: uno rococó de finales del siglo XVIII, con una escultura de la virgen, gótica, del siglo XIII; el otro es neoclásico, también de finales del siglo XVIII con pinturas de las Ánimas, escultura de Santa Margarita del siglo XVII y de San José, del siglo siguiente. En la Sacristía, custodia rococó del siglo XVIII.
Telégrafo óptico de Negreros. 

### Fiestas
- Por Santa Marina (el 18 de julio), los vecinos procesionan por las calles del pueblo, danzando una jota típica y tradicional en honor a la patrona.
- San Andrés se celebra el 30 de noviembre.